# Leptaleum filifolium
Leptaleum filifolium är en korsblommig växtart som först beskrevs av Carl Ludwig von Willdenow, och fick sitt nu gällande namn av Dc. Leptaleum filifolium ingår i släktet Leptaleum och familjen korsblommiga växter. Inga underarter finns listade i Catalogue of Life.